# Janina Hertz
Janina Hertz (ur. 1 maja 1926 w Krakowie, zm. 27 grudnia 1993 w Krakowie) – polska prozaik i autorka sztuk scenicznych.
W 1950 r. zadebiutowała na łamach „Tygodnika Powszechnego” jako prozaik. W 1984 r. otrzymała nagrodę im. Włodzimierza Pietrzaka.

## Twórczość
- Świadkowie
- Krzyż Nieznanego Żołnierza
- Księga umarłych królowej Nofritari młodszej
- Listy Annasza
- Droga do Emaus
- Światło na ścieżce
- Rumak i krzyż
- Mozaika z Noemi
- Legendy o zwierzętach